# Jukka Lehtosaari
Johan (Jukka) Arndt Lehtosaari, född 15 januari 1889 i Kärkölä, död 2 september 1939 i Sovjetunionen, var en finländsk politiker. 
Lehtosaari var järnvägstjänsteman i Valkeala 1910–1916, invaldes i Finlands lantdag 1917 och tjänstgjorde under finska inbördeskriget som folkkommissariatets sekreterare. Han flydde till Ryssland och var med om att grunda Finlands kommunistiska parti, i vars uppdrag han besökte Helsingfors 1919 och Stockholm 1920. Vid ett återbesök i Helsingfors 1921 anhölls han av Detektiva centralpolisen och dömdes till 14 års tukthus, men frigavs i samband med en fångutväxling 1926. Efter återkomsten till Sovjetunionen undervisade han i ett drygt decennium vid universitetet för västerns minoriteter i Leningrad. Han tillhörde partiets inre ring och utnyttjades av Otto Ville Kuusinen i dennes kamp mot Kullervo Manner. Han var en kort tid partiordförande 1937 men fängslades följande år.